# Thimlich Ohinga
Thimlich Ohinga (luo za „protiv šume gradina”) je sustav kamenih ruina u kenijskom okrugu Migori, oko 181 km južno od grada Kisumu. Ovaj arheološki lokalitet je jedan od 138 mjesta s 521 kamenom građevinom koja su nastala oko kenijskog dijela Viktorijinog jezera, najvjerojatnije u 16. stoljeću. Izgleda kako su Ohinge (tj. „utvrđeno naselje”) služile kao utvrde za zajednice i stoku, ali su također definirale društvene entitete i odnose vezane uz nasljedstvo. Thimlich Ohinga je najveće i najbolje sačuvano od ovih tradicionalnih gradina. Ono je izniman primjer tradicije masivnih ograđenih stijena od suhog kamena, tipičnih za prve pastoralne zajednice u dolini jezera Viktorija, koje su se razvijale od 16. do sredine 20. stoljeća. Zato je Thimlich Ohinga postao UNESCO-ova svjetska baština i upisan je na Popis mjesta svjetske baštine u Africi 2018. godine.

## Povijest
Ljudi koji su govorili bantu jezik (najvjerojatnije preci plemena Maragoli, Bunyore i Kisii, koji žive u blizini) su naseljavali ovo područje u 13. i 14. st. prije nego što su tajanstveno nestali po doseljenju naroda Luo u 18. st. Prema usmenoj predaji, zidine Thimlich Ohinge su trebali čuvati stanovnike od naroda iz Kadema (Kanyamwa) i susjednih naroda iz Tanzanije. Kroz ovo područje prolazili su ljudi iz Ugande, Ruande, pa čak i Sudana. Oni su obnavljali i prilagođavali građevine, ne remeteći mnogo izvorne od 15. do 19. st. U prvoj polovici 20. st. su ga stanovnici napustili i najvjerojatnije završili u Tanzaniji.
Neville Chittick, bivši direktor Britanskog instituta za povijest i arheologiju u Istočnoj Africi, prvi je dokumentirao ovo mjesto 1960-ih. Istraživači iz Nacionalnih muzeja Kenije počeli su ih istraživati od 1980. godine. Nekad poznata kao "Dolina Liare", po dolini na sjeveroistočnom području, Thimlich Ohinga je 1981. godine zabilježen kao kenijski nacionalni spomenik pod novim imenom. Ime je promijenjeno jer "Dolina Liare" nije bila točna lokacija arheološkog lokaliteta.

## Odlike
Graditeljski stil Thimlich Ohinge je sličan onome Velikog Zimbabvea, koji se nalazi nekih 3.600 km južnije, u Zimbabveu, ali je nešto manji. Obje su građene bez žbuke, ali je Veliki Zimbabve građen od oblikovanog kamena, a Thimlich Ohinga od kamena lomljenca. Unutar naselja se nalaze brojni prolazi, manje nastambe i zemunice. Ulazni prolazi su namjerno građeni mali kako bi potencijalne osvajače mogli lako savladati stražari iz obližnjeg tornja, s kojega se pruža pogled na cijelo naselje. Ovakva gradnja središnjeg naselja velike savanske zajednice je postala dominantnom u području Viktorijinog jezera, te se mogu pronaći mnoge slične tradicionalne građevine na zapadu i jugozapadu Kenije. Osim što je bila obrambena utvrda, Thimlich Ohinga je bila gospodarsko, vjersko i društveno središte. O tome svjedoče pronađeno mlinsko kamenje, štale za stoku, ovce, koze, kokoši, patke, biserke, pa čak i ograde za vrtove i mjesta za igru, gdje su se igrale igre kao što je ajua. U naselju su bile i manje utvrde koje su imale kuće, menze, obore i žitnice.

## Vanjske poveznice
- lokacijska karta